# Карфици
Карфѝци (на италиански: Carfizzi, на арбърешки: Karfici) е село и община в Южна Италия, провинция Кротоне, регион Калабрия. Разположено е на 512 m надморска височина. Населението на общината е 696 души (към 2012 г.).
В това село живее албанско общество, наречено арбъреши. Те са се заселили в този район между XV и XVIII век като бежанци от османското владичество. Село Карфици е част от етнографическия район Арберия.